# タルガトップ

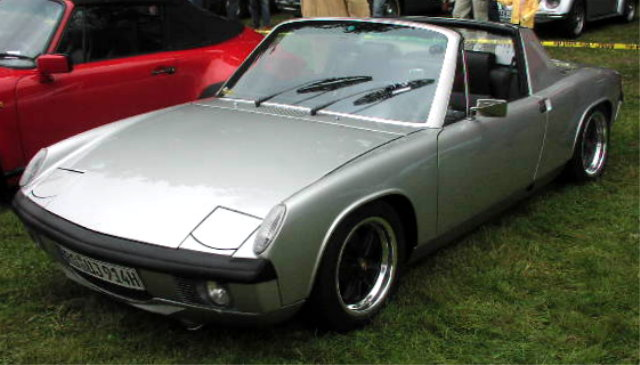
タルガトップのポルシェ・914

タルガトップ（Targa top）は、オープンカーの一形態。主に2人乗りのスポーツカーに採用されている。頭上のルーフパネルのみを外せるようになっており、Bピラーは固定されている。
この機構を持つ車種は各メーカーに存在するが、「タルガトップ」はポルシェの登録商標であるため、同社以外がこの呼称を使用することはできない。本項ではポルシェにおけるタルガトップを中心に解説する。

## 概要
かつてイタリアで行われていた耐久レース「タルガ・フローリオ」が名称の由来で、1966年から1970年にかけて大会5連覇を飾ったポルシェが、これを記念して911のセミコンバーチブル仕様に「タルガ」と名付けたのが最初である。
もともと911のオープンカーモデルの投入は、1964年の901型登場後すぐに検討されていたが、投入を予定していた北米市場でオープンカーの横転時の乗員の危険性について議論が巻き起こっていたことから、ロールバーを装備することで対処させた。それが1967年に発売された「911 2.0タルガ」であった。初期のモデルはリアウインドウはソフトトップであったが、1969年には湾曲したリアウインドウが装備された。このスタイルは964型まで踏襲されるが、993型以降のタルガモデルではトップ部分がガラスルーフとなり、トップ解放時はルーフはリアウインドウの内側に格納される電動インナースライド式となった。また、996型以降はリアウインドウが開けられるようになり、荷物の出し入れがしやすくなった。
991型および992型のタルガモデルでは、太目のロールバー、湾曲リアウインドウが採用され、964型以来のスタイルが復活した。動作はすべて自動となり、解放時はリアウインドウが開きソフトトップが格納される仕組みである。2023年現在、ポルシェにおいてタルガのサブネームを持つモデルは911のみであり、911のラインナップにおいて「クーペ」「カブリオレ」と並び、一グレードとして扱われている。